# 동백2로
동백2로는 경기도 용인시 기흥구 동백동중남부를 가로지르는 1.2km의 도로이다. 도로명은 동백동에서 유래하였다.

## 노선
| (이름 없음)            | 동백죽전대로 | 용인시 기흥구 동백동 |
| 대원칸타빌사거리       | 동백중앙로   | 용인시 기흥구 동백동 |
| 한라비발디입구삼거리   | 동백4로      | 용인시 기흥구 동백동 |
| 성산마을카운티스사거리 | 동백3로      | 용인시 기흥구 동백동 |